# Санденс 2011

Кінофестиваль «Санденс» 2011

27-й щорічний кінофестиваль «Санденс» проходив 20—30 січня 2011 року в американському місті Парк-Сіті, штат Юта з показами в Солт-Лейк-Сіті, Оґдені та Санденс-Резорті.
Фестиваль одночасно відкривало 5 фільмів, по одному в кожній із програм заходу. Фільмом-закриттям була стрічка «Нічий син».
Фестивалю допомагало 750 спонсорів і 1670 волонтерів.
За 10 днів кінофестиваль відвідало близько 60 тис. людей.

## Фільми
Цього року до програми драматичних фільмів було відібрано 16 кінострічок з 1102 заявок. Стільки ж стрічок брали участь у програмі документальних фільмів (із 841 заявлених на участь). Кожен із продемонстрованих конкурсних фільмів був світовою прем'єрою. У світових програмах драматичних і документальних фільмів було відповідно 13 і 12 кінострічок.

## Переможці
- Ґран-прі журі за документальний фільм — «Як померти в Орегоні»
- Ґран-прі журі за драматичний фільм — «Немовби божевільний»
- Ґран-прі журі за неамериканський документальний фільм — «Hell and Back Again»
- Ґран-прі журі за неамериканський драматичний фільм — «Happy, Happy»
- Приз глядацьких симпатій за документальний фільм — «Buck»
- Приз глядацьких симпатій за драматичний фільм — «Circumstance»
- Приз глядацьких симпатій за неамериканський документальний фільм — «Senna»
- Приз глядацьких симпатій за неамериканський драматичний фільм — «Kinyarwanda»
- Приз глядацьких симпатій програми «Best of NEXT» — «to.get.her»
- Приз за режисуру документального фільму — Джон Фой за фільм «Resurrect Dead: The Mystery of the Toynbee Tiles»
- Приз за режисуру драматичного фільму — Шон Даркін за фільм «Martha Marcy May Marlene»
- Приз за режисуру неамериканського документального фільму — Джеймс Марш за фільм «Проект Нім»
- Приз за режисуру неамериканського драматичного фільму — Педді Консідайн за фільм «Тиранозавр»
- Приз за кіносценарій імені Валдо Солта — Сем Левінсон за фільм «Ще один щасливий день»
- Приз за кіносценарій неамериканського драматичного фільму — Ерез Кав-Ель за фільм «Restoration»
- Приз за монтаж документального фільму — Метью Гамачек і Маршалл Керрі за фільм «If a Tree Falls: A Story of the Earth Liberation Front»
- Приз за монтаж неамериканського документального фільму — Ґоран Гуґо Ольсен і Ханна Лейонквіст за фільм «The Black Power Mixtape 1967—1975»
- Приз за досконалу операторську роботу документального фільму — Ерік Страусс, Раян Гілл і Пітер Гатчінс за фільм «The Redemption of General Butt Naked»
- Приз за досконалу операторську роботу драматичного фільму — Бредфорд Янґ за фільм «Pariah»
- Приз за операторську роботу неамериканського документального фільму — Даньфунь Деніс за фільм «Hell and Back Again»
- Приз за операторську роботу неамериканського драматичного фільму — Дієґо Ф. Хіменес за фільм «All Your Dead Ones»
- Спеціальні призи журі за прорив у виконанні в неамериканському драматичному фільмі — Педді Консідайн і Олівія Солман «Тиранозавр»
- Спеціальний приз журі неамериканському документальному фільму — «Position Among the Stars»
- Спеціальний приз журі документальному фільму — «Being Elmo: A Puppeteer's Journey»
- Спеціальний приз журі драматичному фільму — «Інша Земля»
- Спеціальний приз журі за прорив у виконанні в драматичному фільмі — Фелісіті Джонс за фільм «Немовби божевільний»
- Приз журі за створення короткометражного фільму — «Brick Novax Pt 1» і «2»
- Приз міжнародного журі за створення короткометражного фільму — «Deeper Than Yesterday»
- Почесна згадка за створення короткометражного фільму — «Choke», «Diarchy», «Зовнішній світ», Легенда про Бобра Дама, «Out of Reach», «Protoparticles»
- Приз за художній фільм імені Альфреда П. Слоуна — «Інша Земля»
- Нагороди Інституту Санденса/Mahindra Global Filmmaking — Боґдан Мустата (Румунія) за фільм «Вовк», Ернесто Контрера (Мексика) за фільм «Я мрію іншою мовою», Сень Тат Лью (Малайзія) за фільм «In What City Does It Live?» і Талья Лаві (Ізраїль) за фільм «Нульова мотивація»
- Нагорода Інституту Санденса/NHK — Черіен Дабіс, режисер фільму «Травень улітку» [3][4][5][6]

## Цікаві факти
- Участь у заході взяли 118 художніх кінострічок, 81 короткометражний фільм і 40 кінематографістів-початківців із 29 країн світу.
- На фестивалі відбулося 95 світових кінопрем'єр.
- Серед спонсорів кінофестивалю — відомі світові компанії та бренди: Entertainment Weekly, HP, Acura, Sundance Channel, Chase SapphireSM, Bing, Canon, DIRECTV, Honda, Southwest Airlines, YouTube, FilterForGood, Brita, Nalgene, L'Oréal Paris, Stella Artois, Timberland і Trident Vitality[7].